# Miguel Pardeza
Miguel Pardeza Pichardo (* 8. Februar 1965 in La Palma del Condado) ist ein ehemaliger spanischer Fußballspieler.

## Karriere
Miguel Pardeza begann seine Karriere in der Jugend von Real Madrid. Er war Mitte der 80er Jahre Bestandteil der legendären Quinta del Buitre. Der Name bezog sich auf fünf Spieler desselben Jahrgangs aus der eigenen Nachwuchsabteilung, die 1983/84 in den Profikader übernommen wurden und bis in die frühen 1990er Jahre die Erfolgsgeschichte des Vereins fortschreiben sollten: Emilio Butragueño, genannt „El Buitre“ (span. für Geier), Míchel, Manolo Sanchís, Martín Vázquez und Miguel Pardeza selbst. Anders als die restlichen Vier sollte er sich aber nicht langfristig bei den Madrilenen durchsetzen können.
In der Saison 1985/86 wurde er für ein Jahr an Real Saragossa ausgeliehen und konnte hier auf Anhieb überzeugen. Mit den Aragoniern gewann er in dieser Saison den spanischen Pokal und wurde in Folge wieder von Real Madrid zurückgeholt. In der Saison 1986/87 eroberte er mit den Hauptstädtern die Meisterschaft, wechselte im darauffolgenden Jahr aber endgültig zu Real Saragossa. Mit diesen feierte er einige der größten Erfolge der Vereinsgeschichte, den dritten Tabellenendrang in der Saison 1993/94, den spanischen Pokal 1994 sowie den Triumph im Europapokal der Pokalsieger 1994/95 durch einen 2:1-Finalsieg gegen den FC Arsenal.
Nach seiner aktiven Karriere beendete Pardeza sein Universitätsstudium in Rechtswissenschaften und spanischer Philologie. Zwischen 2002 und 2008 war er sportlicher Leiter bei Real Saragossa. 2009 übernahm er den Posten des Sportdirektors bei Real Madrid.

## Nationalmannschaft
Mit der Spanischen Nationalmannschaft bestritt Pardeza die WM-Endrunde 1990. Insgesamt brachte er es auf fünf Einsätze.

## Erfolge
- 1× Europapokal der Pokalsieger
  - 1994/95 mit Real Saragossa
- 1× Spanische Meisterschaft
  - 1986/87 mit Real Madrid
- 2× Spanischer Pokal
  - 1985/86, 1993/94 mit Real Saragossa

| Personendaten    | Personendaten                        |
| ---------------- | ------------------------------------ |
| NAME             | Pardeza, Miguel                      |
| ALTERNATIVNAMEN  | Pardeza Pichardo, Miguel             |
| KURZBESCHREIBUNG | spanischer Fußballspieler            |
| GEBURTSDATUM     | 8. Februar 1965                      |
| GEBURTSORT       | La Palma del Condado, Provinz Huelva |